# Domar (upazila)
Domar (en bengali : ডোমার) est une upazila du Bangladesh dans le district de Nilphamari. En 1991, on y dénombrait 175 507 habitants.